# Albrecht von Wallenstein
Albrecht Wenzel Eusebius von Wallenstein (Hermanitz an der Elbe, 1583. szeptember 24. – Eger, 1634. február 25.) cseh katona, majd német-római császári hadvezér a harmincéves háború idején. Friedland hercege. Mecklenburg hercege (1628–1630).

## Élete

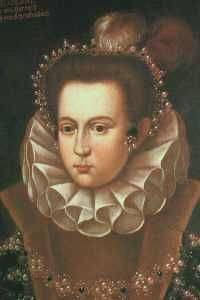
Wallenstein második felesége, Isabelle von Harrach

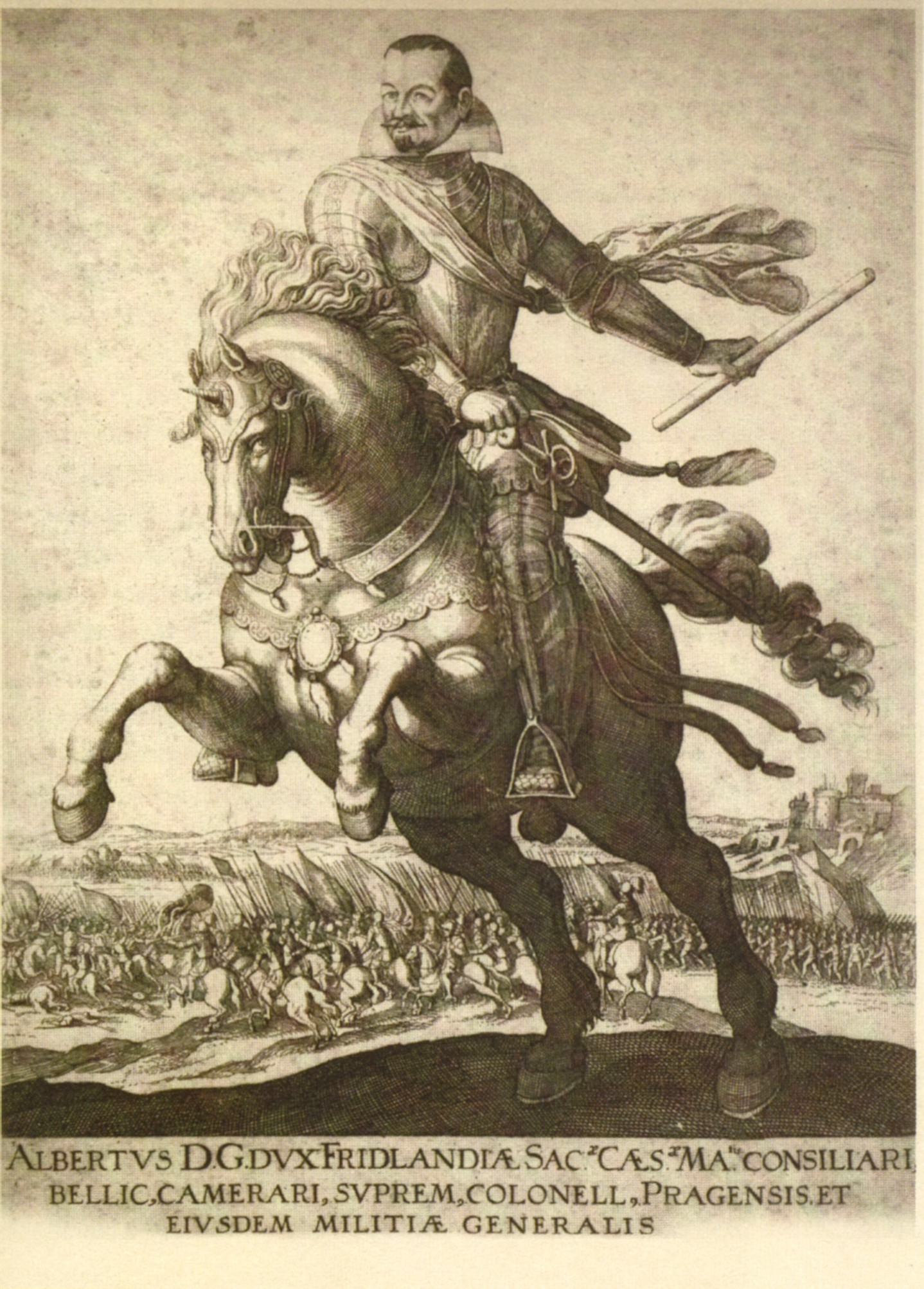
Wallenstein

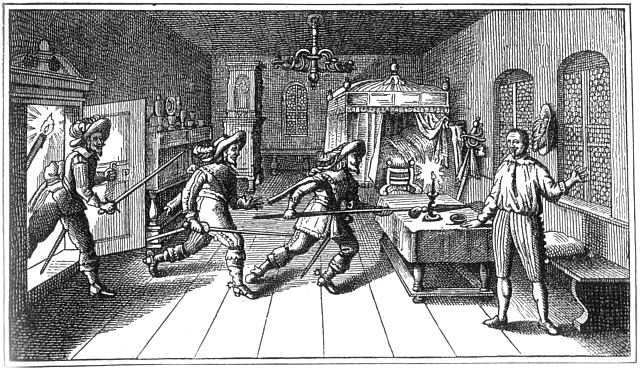
Wallenstein halála

Wallenstein kelet-csehországi protestáns kisnemesi családban született. Édesapja egy német-cseh származású nemes, Wilhelm von Wallenstein, akinek egy kastély és hét falu állott a birtokában. Édesapja családja a Waldstein famíliai egyik oldalágáról való volt, akik a Turnau (ma Turnov, Csehország) melletti Waldstein kastély után nyerték nevüket. Édesanyja tisztán cseh családból való Markéta Smiřická volt. Gyerekként Wallenstein kétnyelvűségben nőtt fel, így egyformán kitűnően beszélt németül és csehül.
Tizenkét évesen elvesztette szüleit, ettől fogva anyai nagybátyja nevelte. Iskolás korában nagy verekedő hírében állt, nagybátya egy sziléziai protestáns gimnáziumba küldte, később az Altdorfi egyetemről kizárták. Korán katonának állt. 1606-ban – akkor már ezredesként – áttért a katolikus hitre. Részt vett Magyarországon a törökök, illetve a Bocskai-felkelés elleni küzdelemben. 1609-ben megnősült, feleségül vett egy gazdag özvegyet, Lucretia Nekes von Landeket (1582–1614). Az asszony 1614-ben bekövetkezett halála után Wallenstein Morvaország nagybirtokosának mondhatta magát. 1615-1618 között 180 vértest és 80 muskétást állított ki önerőből. 1617-ben szolgálataiért grófi címet kapott, mivel az Adriához közeli Gradisca várát felmentette a velencei hadsereg ostroma alól és számos éhező és sebesült katonát mentett ki. Az 1618-as cseh rendi felkelés idején már ezredesnek mondhatta magát, saját lovasezreddel bírt, ez mégsem volt elég, át kívánt állni a császár oldalára.
1619. április 30-án dezertált. Olmützben leszúrta egyik felettesét és magához vette az ezred hadikasszáját, ami 96 000 tallér volt. Amikor hazatért, olcsón felvásárolta Csehország negyedét[forrás?]. 1623-ban feleségül vette Isabelle von Harrach bárókisasszonyt, akinek apja Karl von Harrach zu Bruck an der Leitha báró volt, császári miniszter, tanácsnok és a birodalmi haditanács tagja. Házassága bejuttatta az udvarba, és megnyílt számára az arisztokráciába való felemelkedés útja. A házasságból két gyermeke született, fia még csecsemőként hunyt el, később született egy leánya is. A császár kegyből előbb palotagróffá (Pfalzgraf) emelte, majd a cseh felkelés leverése után, 1621-ben létrehozta és Wallensteinnek adományozta a Friedlandi Hercegséget. Első osztályú gazdasági szakember volt. 1625-ben, a harmincéves háború második részében komoly szerephez jutott, saját költségén 40 000 főnyi hadsereget állított ki.
A Friedlandi Hercegséget Wallenstein egyfajta mintaállammá fejlesztette. A császártól különleges kölcsönöket és jogokat kapott, a hitel visszafizetésének nem volt határideje. 1625-ben a császár formálisan is megadta Wallensteinnek a friedlandi hercegi címet. Új jogokat kapott tisztek kinevezésére, hadisarcok kivetésére és felhasználására. Ezekre alapozva alakította ki új logisztikai rendszerét. Javított az élelmezésen, és felemelte a zsoldot. Ezeket a magas hadisarcok kivetésével, valamint ezeknek kegyetlen begyűjtésével érhette el. Katonái rablási kísérleteit ugyan megtorolta, de a katonailag szervezett kifosztások miatt rengeteget szenvedtek azok a falvak, ahol serege áthaladt, tekintett nélkül arra, hogy az protestáns, katolikus, avagy semleges régió volt. Szigorú szabályaival csökkentette a pazarlást, javította a csapatai fegyelmét. Wallenstein sok hasznot húzott a háborúból. Saját laktanyákat és lőszergyárakat hozott létre, így biztosította seregeinek az utánpótlást. II. Ferdinánd császár Wallensteint a Keleti- és az Északi-tengeren tengernagynak nevezte ki. 1625 és 1629 között Dánia ellen vezetett több hadjáratot, s a Jütlandot nagyobb részt elfoglalta Johann t’Serclaes Tilly seregeivel közösen. Wallenstein, mivel flottaparancsnok is volt immár úgy gondolta, hogy kereskedelmi vállalkozást is alapít, amely a hollandok és angolok versenytársa lesz, ám erről letett, miután sikertelen maradt Stralsund kikötőjének ostroma.
A dán háború végeztével politikai ellenfelei elérték Ferdinándnál Wallenstein menesztését. Wallenstein nagy vagyona és rendkívül törtető, ellenfeleivel kegyetlen magatartása miatt sok ellenséget szerzett magának, akik közös erővel léptek fel ellene. Ferdinánd engedve a nyomásnak Tilly-t nevezte ki. A döntését rosszkor hozta, mert a dánok után svédek léptek be a háborúba, akik a lengyel háborúban megedződött seregükkel támadták meg Észak-Németországot és több súlyos vereséget mértek a katolikus liga erőire. Wallenstein egy darabig az ellenfelei iránti bosszúvágytól és a svéd sikerek láttán remélt egyéni haszon végett fontolgatta a svédekhez való átállást, de a seregeket vezető II. Gusztáv Adolf svéd király nem bízott benne. Ferdinánd is tudomást szerzett a svédek és Wallenstein közötti tárgyalásokról, de az előretörő ellenség miatt már Bécset érezte veszélyben, mert a svéd-szövetséges szászok megszállták Csehországot és keletről Bethlen Gábor is komoly fenyegetést jelentett. Emiatt visszahívta Wallensteint, aki cserébe régi pozíciónak visszaállítását kérte a császártól.
Wallensteinnek sikerült visszavernie a Rajnától a svédeket és Csehországot felszabadítani a szász megszállástól. Gusztáv Adolf kénytelen volt egyre csak hátrálni északnak, ami lehetőséget adott arra, hogy Wallenstein lerohanja és kifossza Szászországot.
Fürth táján (Burgstallon) rendkívül megerősített tábort ütött, és annak sáncai mögött várta be II. Gusztáv Adolf támadását, amely több hetes előkészület után be is következett. 1632. szeptember 3-án Gusztáv Adolf csapatai rohamot intéztek Wallenstein sáncai ellen, de visszaverték őket. Amikor a svéd király ismét visszafordult Dél-Bajorország felé, Wallenstein a császártól elpártolt szász választófejedelem ellen nyomult. E hírre azonban Gusztáv Adolf a szászok segítségére sietett, és Lützen mellett 1632. november 8-án találkozott Wallenstein seregeivel. A lützeni csatában a svéd király csapatai győztek, de a harcban maga a király is elesett. A Német-római Birodalom csapatai még aznap este Csehországba menekültek vissza. A kudarcért Wallenstein a tiszteket hibáztatta, sokat közülük kivégeztetett vagy rangjuktól megfosztottak. Ez azonban nem kímélte meg attól, hogy árnyék vetüljön hadvezéri hírnevére, amit ellenségei megint kihasználtak és újból megpróbálták elérni a császárnál az elmozdítását.
Wallenstein 1633 tavaszán Sziléziába vezette csapatait, amelynek erődített helységei jóformán mind szász, svéd és brandenburgi kézen voltak. Komolyabb akcióba azonban nem kezdett, kisebb expedíciókkal is beérte, s amikor a serege épp téli szálláson volt, a csehek sarcolásával biztosította az ellátását. Eközben a svédek Bajorországban folytattak harcokat, de az ottani német csapatokat nem segítette Wallenstein.
Arnim tábornokkal és más svéd vezérekkel alkudozni kezdett. Úgy látszik, hogy a saját és a svéd-protestáns hadsereg egyesítéséről, a békének közös erővel való helyreállításáról tanácskoztak. Wallensteinnek volt felhatalmazása a béke megkötésére. Az alkudozások Ferdinánd türelmetlen követelései miatt azonban nem vezettek célra. Mikor hírét vette, hogy az udvar az ő tétlensége fölött nyugtalankodik, 1633 őszén váratlanul a szövetséges szászokra és brandenburgiakra támadt, és kiűzte őket Sziléziából.
Október 23-án az Odera menti Steinaunál (lengyelül Ścinawa) fegyverletételre kényszerített egy 5000 főből álló svéd hadtestet. Ezután Lausitzbe (Lužice, Luzsica) nyomult, hatalmába kerítette Görlitzet és Bautzent, és egyúttal fegyverszünetre kötelezte a brandenburgi fejedelmet. Itt értesült a császár határozott parancsáról, hogy vonuljon azonnal Csehországon keresztül Bajor Miksa megsegítésére, és kísérelje meg Regensburg és a Felső-Pfalz visszafoglalását. Wallenstein azonban mindössze annyit tett, hogy novemberben Csehország nyugati határszéléig, Cham városáig nyomult, ahol részben köszvénye miatt, részben pedig azért, mert Regensburg visszafoglalását téli időben nem tartotta kivitelezhetőnek, felhagyott a további előrenyomulással. A seregének ellátását a helyi lakosokra kirótt újabb adókkal érte el, ami megint elégedetlenséget váltott ki. Wallenstein sorsára hagyta Bajor Miksát, akit amúgy is csak ellenfelének tekintett, s csapataival Csehországban téli szálláson maradt. Wallenstein viselkedése erős visszatetszést keltett az udvarnál, ahol ellenfelei még több ármányt szőttek ellene.
Miksa veresége Ferdinándnak már sok volt és titkos pátensben kimondta Wallenstein lefokozását, erről azonban egyelőre csak a megnevezett alvezéreket értesítették. Walter Butler ír ezredes Patrick Taaffe útján azt a parancsot kapta, hogy Wallensteint élve vagy halva kerítse kézre. Butler 1634. február 24-én Egerbe (csehül Cheb) vonult, ahol a polgármester házában (az úgynevezett Pachhöllet-féle házban) szállt meg. Butler honfitársaival, Gordonnal és Leslie-vel is tudatta Wallenstein lefokozását, és Wallenstein megölését is megbeszélte velük. Gordon a tervet követve február 25-én este Wallenstein hű embereit, Ilov, Kinsky és Terzka ezredeseket vacsorára hívta magához és lakoma közben leszúratta. Butler egyik embere, egy Devereux nevű angol dragonyos kapitány néhány fegyveressel Wallenstein szállására ment. Wallenstein éppen kihajolt az ablakon, hogy a lárma és fegyverzaj okát kikutassa, amikor a fegyveresek az ő hálótermébe is behatoltak. Wallenstein az életéért könyörgött, de Devereux alabárddal leszúrta. Testét előbb a chebi várkastélyban, majd Jičínben, 1785-ben pedig Münchengrätzben (csehül Mnichovo Hradiště) helyezték nyugalomra. Birtokait a császár elkobozta, főbb hívei ellen pedig főbenjáró pert indított, míg gyilkosait és az összeesküvés szervezőit, köztük Wallenstein saját testőrségének parancsnokát, Ottavio Piccolomini tábornokot fejedelmi bőkezűséggel megjutalmazta.
Wallenstein kétségkívül egyike a nagy vezérekben nem szűkölködő harmincéves háború legkiválóbb hadvezéreinek, és egyúttal a német-római császári hadsereg, nevezetesen a tüzérség megteremtője. Mint politikust határtalan nagyravágyás jellemezte, amellyel ingatagsága és habozása nem állt arányban.
Wallenstein babonaságáról számos mendemonda keringett már életében. Megszállottan hitt a horoszkópban, gyakran kért tanácsot asztrológusoktól főleg döntéshozatalai előtt. Állítólag a lützeni csata kritikus pillanatában is habozott, mert nem volt egyértelmű az éppen aktuális csillagállás, de emiatt elvesztette a csatát. Bár a csillagokba vetett hitét az utódok meglehetősen eltúlozták, sőt Wallenstein számos kortársa még nálánál is rögeszmésebben hitt az asztrológiában, így politikusok és uralkodók is, ezért korántsem volt meglepő, ha valaki a döntéseit ezek alapján határozta meg.

## Emlékezete
Carrarai márványból faragott életnagyságú szobrát a bécsi Hadtörténeti Múzeumban, a Hadvezérek csarnokában állították fel.
Friedrich Schiller Wallenstein (1799) címen drámai költeményben örökítette meg a hadvezér alakját.
Rejtő Jenő posztumusz megjelent regénye, A boszorkánymester munkacíme Wallenstein Szanatórium volt, utalással a gyógyintézmény keménykezű vezetőjére.